# Spekebergsgatan
Spekebergsgatan är en cirka 130 meter lång gata i stadsdelen Annedal i Göteborg. Den fick sitt namn 1923 efter fastigheten Spekebergsängen på platsen. Troligen betyder förledet Spek- torr, torka. Det tidigare namnet Krokslättsgatan (1872-1923) flyttades samtidigt till Krokslätt. Gatan sträcker sig från en punkt strax öster om Västergatan, och fram till Muraregatan. Ursprungligen gick Spekebergsgatan ända fram till Västergatan, men då ett cirka 450 meter lång avsnitt av Västergatan stängdes för biltrafik, försvann även infarten mot Spekebergsgatan någon gång mellan 1974 och 1981.
Spekebergsgatan är numrerad 2-12, med fastigheterna:

- (2) Annedal 6:15
- (3) Annedal 7:1
- (4) Annedal 6:15
- (5) Annedal 5:1
- (6) Annedal 6:15
- (7) Annedal 5:2
- (8) Annedal 4:6
- (10) Annedal 4:5
- (12) Annedal 4:4